# Charles Frederic Keightley
Sir Charles Frederic Keightley, britanski general, * 24. junij 1901, † 17. junij 1974.